# Babilon'13
Babilon'13 (ukr.: Вавилон'13) ukrajinska je udruga snimatelja dokumentarnih filmova osnovana 2013. Osnovana je kako bi podigla svijest o prosvjedima na Majdanu u Ukrajini i suprotstavila se ruskoj propagandi oko aneksije Krima. Udruga je proizvela više od sedam dugometražnih dokumentaraca i više od stotinu kratkih web filmova.

## Filmovi
Tijekom prosvjeda na Majdanu, filmovi Babylona'13 fokusirali su se na velike prosvjede i sveobuhvatne revolucionarne pokrete. Kolektiv je nastavio proizvoditi filmove tijekom ruske invazije na Ukrajinu 2022., ali je svoj fokus preusmjerio na niskotehnološke kratke filmove mnogo užega fokusa. Ovi kratki filmovi koje su snimali obični ljudi a prikupio Babylon'13, sastoje se od scena života na terenu u Ukrajini i nastoje pružiti drugačiju perspektivu sukoba. Teme su portretirale živote hrabrih pojedinaca tijekom rata i davale uvid u često zanemarene skupine u Ukrajini poput Roma.
| Naslov                                      | Redatelj        | Izdan | Trajanje   | Žanr               |
| ------------------------------------------- | --------------- | ----- | ---------- | ------------------ |
| Majdan                                      | Sergej Loznitza | 2014. | 134 minute | dokumentarni film  |
| Zima u plamenu: Ukrajinska borba za slobodu | Evgenij Afinjev | 2015. | 102 minute | dokumentarni film  |
| Deset sekundi                               | Julija Hontaruk | 2016. | 69 minuta  | dokumentarna drama |
| Željezni leptiri                            | Roman Liubyi    | 2023. | 84 minute  | dokumentarni film  |